# Rodney Rude
Rodney Malcolm Keft, noto come Rodney Rude (Nowra, 29 gennaio 1943), è un cantante australiano.

## Biografia
Rodney Rude ha piazzato cinque album nella top 30 della ARIA Albums Chart, di cui uno in top twenty. Rude Bastard (2002) è stato il suo primo LP a ricevere la certificazione di platino (equivalente a 70 000 unità) dalla Australian Recording Industry Association.
È stato candidato agli ARIA Music Awards in dieci occasioni, di cui due nel 1987.

## Discografia

### Album in studio
- 1985 – I Got More
- 1986 – Rude Rides Again!
- 1988 – Not Guilty
- 1991 – A Legend
- 1998 – More Grunt
- 2000 – Ya' Mum's Bum
- 2002 – Rude Bastard
- 2004 – Twice as Rude
- 2006 – Frog Sack

### Album dal vivo
- 1984 – Rodney Rude Live
- 1996 – Live – Rats Arse Tour

### Album video
- 1984 – Rude Rude Rodney Rude on Video
- 1987 – Rude Rides Again
- 1996 – I Don't Give a Rats Arse
- 2002 – Get Rude On – Live on Stage Vol. 4
- 2008 – Rodney Rude Goes the Growl

### Raccolte
- 1992 – Classic Rude: The Best of Rodney Rude